# Marano di Napoli
Marano di Napoli är en ort och kommun i storstadsregionen Neapel, innan 2015 provinsen Neapel, i regionen Kampanien i Italien. Kommunen hade 59 862 invånare (2017).